# Babylon 5: Volání do zbraně
Babylon 5: Volání do zbraně (v anglickém originále Babylon 5: A Call to Arms) je americký televizní film z roku 1999, v pořadí pátý film vztahující se ke sci-fi seriálu Babylon 5. Snímek režíroval Mike Vejar, scénář napsal J. Michael Straczynski, autor celého seriálu. Premiérově byl vysílán 3. ledna 1999 na televizní stanici TNT. Film vytváří přechod mezi dějem seriálu Babylon a jeho spin-offem Křížová výprava.

## Příběh
Děj filmu se odehrává v roce 2266, přibližně čtyři roky po skončení páté řady seriálu Babylon 5 (nepočítaje její poslední díl „Sleeping in Light“).
Zatímco se Mezihvězdná aliance chystá na oslavy pátého výročí svého založení, její prezident John Sheridan se vypraví zkontrolovat dokončení stavby dvou prototypů torpédoborců (IAS Excalibur a IAS Victory) zcela nového typu, pro které byla částečně využita i minbarsko-vorlonská technologie. Ve snu jej však kontaktuje technomág Galen, který ho varuje před velkým nebezpečím, neboť Drakhové, služebníci Stínů, prastaré rasy, kterou Sheridan před lety vyhnal z Galaxie, se chystají pomstít a zaútočit přímo na Zemi. Na stanici Babylon 5 se následně setká se zlodějkou Dureenou, jejíž svět byl tehdy Stíny zničen, a kapitánem Andersonem. Všichni se vrátí na nové lodě a společně se jimi vydají na průzkum. Excaliburu velí přímo Sheridan, Victory je pod velením Andersona. Poté, co objeví obrovskou drakhskou flotilu mířící k Zemi, zalarmuje Sheridan pozemskou obranu. Hlavní zbraní Drakhů je ale obrovský Oblak smrti, který ničí celé planety. Na něj se zaměří Excalibur a Victory. Protože palba není účinná, kapitán Anderson obětuje svoji loď i posádku a nárazem plavidla zničí řídící centrum Oblaku. O zbytek flotily se postarají pozemská plavidla, nicméně Drakhové stačí ještě předtím vypustit do atmosféry biogenetický mor, takže celá Země musí být následně uzavřena do karantény. Protože vývoj této umělé nemoci, která má za úkol vyhladit obyvatelstvo planety, nebyl dokončen, mají Pozemšťané přibližně pět let na nalezení protilátek. Právě pět let je přibližný odhad doby, za kterou se mor dokáže adaptovat na lidskou fyziologii.

## Obsazení
| Bruce Boxleitner  | John Sheridan, prezident Mezihvězdné aliance              |
| Jerry Doyle       | Michael Garibaldi, ředitel Edgars Industries              |
| Jeff Conaway      | Zack Allan, šéf bezpečnosti na stanici Babylon 5          |
| Carrie Dobrová    | Dureena Nafeel, zlodějka                                  |
| Peter Woodward    | Galen, technomág                                          |
| Tony Todd         | kapitán Leonard Anderson, velitel lodi EAS Charon         |
| Tracy Scogginsová | kapitán Elizabeth Lochleyová, velitelka stanice Babylon 5 |
| Tony Maggio       | Samuel Drake, vedoucí stavby prototypů lodí               |